# Leiopicus mahrattensis
El pico mahratta (Leiopicus mahrattensis) es una especie de ave piciforme de la familia Picidae que habita en el subcontinente indio y el sudeste asiático. Es la única especie del género Leiopicus.

## Descripción

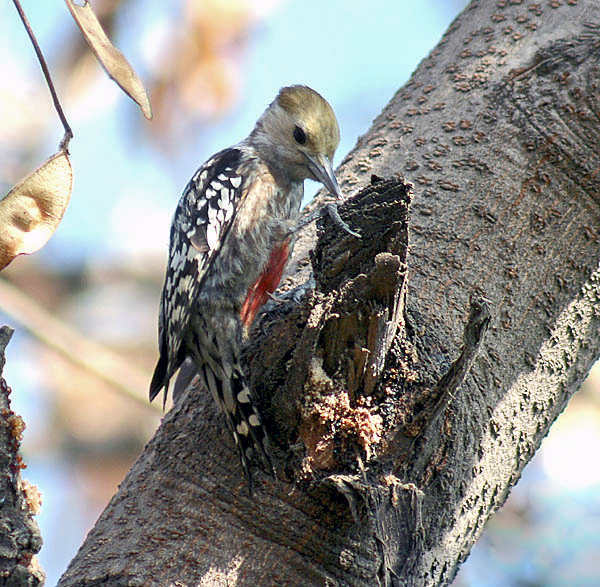
Macho en Hodal, India.

Es un pájaro carpintero de tamaño medio, con el plumaje de las partes superiores principalmente de color negro densamente moteado en blanco. Sus partes inferiores están veteadas en pardo y blanco, aunque los machos presentan el vientre rojo. Su rostro es anteado, la frente, el pileo y la nuca de las hembras son amarillentas, mientras que los machos solo tienen amarillento la parte frontal amarillenta, siendo la posterior de su píleo y la nuca roja.